# Tanburo
Tanburo, tanbūro, damboro, ist eine fünfsaitige, gezupfte Langhalslaute, die in der Volksmusik des pakistanischen Bundesstaates Sindh eingesetzt wird. Die tanburo begleitet eine Gattung sufischer Lieder: die Kompositionen des Sufi-Dichters Shah Abdul Latif aus der ersten Hälfte des 18. Jahrhunderts, dem die Erfindung der tanburo zugeschrieben wird. Möglicherweise versah Latif ein älteres, viersaitiges Lauteninstrument mit einer weiteren Saite. Nach ihrer religiösen Verwendung ist die tanburo mit der tandura von Rajasthan zu vergleichen; in ihrer Bauform ähneln die für muslimische und die für hinduistische Gesänge verwendete Laute der in der klassischen indischen Musik gespielten tanpura.

## Herkunft und Verbreitung

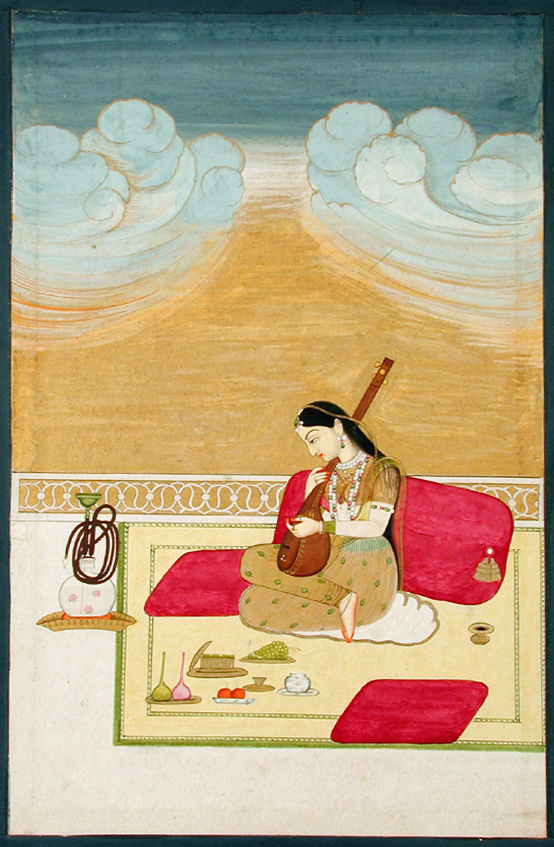
Eine Sängerin begleitet sich auf einer tanpura. Miniaturmalerei von etwa 1790.

Eine frühe indische Langhalslaute im heutigen Pakistan mit einem birnenförmigen Korpus ist auf einem Steinrelief, das ins 2./3. Jahrhundert datiert wird, aus der Kulturregion Gandhara abgebildet. Das Relief zeigt Tänzer und eine Musikgruppe, zu der eine Langhalslaute und eine Bogenharfe (vina) gehören. Der Name tanburo ist von arabisch tunbūr und persisch tanbūr abgeleitet, womit seit dem Mittelalter im arabisch-persisch-indischen Raum bis nach Zentralasien Langhalslauten mit schlankem Korpus bezeichnet werden. In der arabischen Literatur taucht der Name tunbūr erstmals im 7. Jahrhundert für ein Musikinstrument auf. Eine birnenförmige Laute mit kurzem Hals (Vorläufer des barbat) war bereits in sassanidischer Zeit (4. bis Anfang 7. Jahrhundert) bekannt. Die heutigen namensverwandten Langhalslauten, deren Verbreitungsgebiet sich im Westen bis auf den Balkan erstreckt, werden überwiegend zur melodischen Gesangsbegleitung gespielt. Im südlichen Zentralasien und in Pakistan gehören hierzu die dombra in der tadschikischen Musik, die dambura im Norden Afghanistans, die damburag (tanburaq) in der Region Belutschistan und die danburo im Distrikt Kohistan (NWFP). Die damburag spielt wie die tanburo einen rhythmischen Bordunton, unter anderem zusammen mit der melodieführenden Fiedel saroz in einem Besessenheitsritual.
Auf Miniaturen der Mogulzeit ist die tambura als dreisaitige Laute mit einem nahezu kreisrunden Korpus abgebildet. An ihrem breiten Hals mit Bünden ist sie als Melodieinstrument zu erkennen. Dagegen dient heute allgemein in Indien die viersaitige tanpura als Borduninstrument und ihre Verwandten in den regionalen Volksmusikstilen, darunter tanburo und tandura, steuern zum Gesang ebenfalls Borduntöne bei und begleiten ihn gleichermaßen rhythmisch.
Älter als das Saiteninstrumente bezeichnende, arabische tunbūr ist das aus der altindischen Literatur überlieferte Sanskritwort damaru, das für eine kleine Sanduhrtrommel steht, abgeleitet Hindi damru. Auf damaru könnte die Doppelbedeutung des Wortumfeldes  von tunbūr für Saiteninstrumente und Trommeln zurückzuführen sein, die sich bis zu tamburin für eine Rahmentrommel erhalten hat. Die im Sindh gespielte Langhalslaute ist im Gedenken an ihren mutmaßlichen Erfinder als Latif-jo-tanburo, „(Shah Abdul) Latifs tanburo“, bekannt. 
Die devotionale Vokalmusik der in Sindh und Rajasthan lebenden Musikerkaste Manganiyar, die von der Schalenhalslaute kamaica begleitet wird, ist neben dem klassischen Stil Khyal von der an Shah Abdul Latif gerichteten Sufi-Musik beeinflusst.

## Bauform
Die tanburo hat einen breiten birnenförmigen Korpus, der in der älteren Form aus einem massiven Holzblock herausgearbeitet wird oder aus Holzspänen (Planken) besteht, die auf Spanten geleimt sind. In beiden Fällen ist der Korpus mit einer flachen Holzdecke geschlossen. Die fünf Metallsaiten verlaufen von der Unterseite über einen hohen, mittig auf der Decke aufgesetzten Steg bis zu den am geraden Halsende befindlichen Wirbeln. Drei der Holzwirbel sind an der Oberseite und zwei seitlich ungefähr gegenüber eingebohrt. Manche Instrumente sind am Korpusrand und Halsansatz mit hellen Intarsien verziert.
Der mit gekreuzten Beinen auf dem Boden sitzende Sänger und Musiker hält die tanburo senkrecht mit dem Korpus in seinem Schoß und dem Hals über der linken Schulter. Die Hauptmelodiesaite (zuban, „Zunge“), vom Musiker aus gesehen links, wird als einzige mit den Fingern der linken Hand gegriffen und ist auf die Tonsilbe (sargam) pa gestimmt (entspricht g). Die zweite Saite hat die Tonhöhe obere sa (entspricht c’), Saite drei und vier mittlere sa (entspricht c) und die fünfte Saite untere sa (entspricht C). Unter einzelnen Saiten befinden sich kleine Bünde. 

## Spielweise

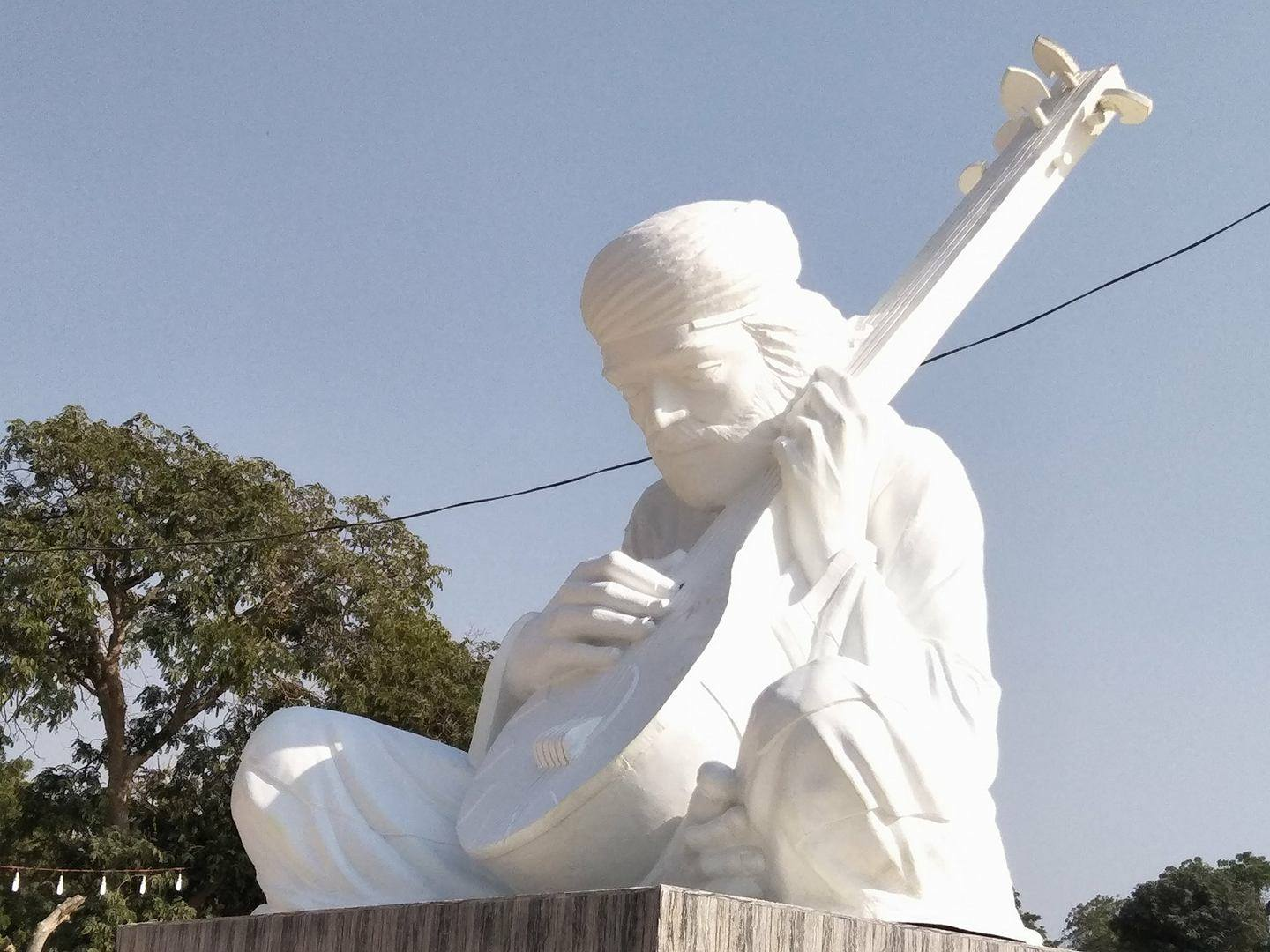
Statue von Shah Abdul Latif mit tanburo in Bhit (Matiari-Distrikt, Sindh).

Die tanburo gehört zu religiösen Gesangsgruppen und ihr Spiel ist eine der meditativen Übungen (Dhikr) der Sufis im Sindh. Ein Sänger, der sich auf der tanburo begleitet, kann zu Anfang eines Liedes kurze melodische Phrasen spielen, bevor er bei zunehmender Dynamik zur rhythmischen Akzentuierung mit den Fingernägeln, andernfalls mit einem am Zeigefinger befestigten Drahtplektrum über alle Saiten streicht oder mit der flachen rechten Hand auf die Saiten oder daneben auf die Korpusdecke schlägt.
Unabhängig davon, dass (außer islamischen Fundamentalisten wie Deobandis und Tablighi Jamaat) eine traditionell strenggläubige und sozial hochstehende Gruppe von Muslimen (ashraf) islamische Volksfrömmigkeit mit Argwohn betrachtet und jede Ähnlichkeit mit Glaubenspraktiken der als minderwertig angesehenen Hindus ablehnt, existieren in Pakistan eine Vielzahl an volksreligiösen Traditionen, die besonders an den Grabstätten (dargah) verehrter Heiliger gepflegt werden. Schiitische Volksdichter im Sindh und in Gujarat der vergangenen Jahrhunderte setzten beispielsweise – gemäß der in Volksreligionen vorherrschenden Tendenz, Elemente fremder Religionen zu inkorporieren – den Propheten Mohammed mit dem Hindugott Brahma und dessen Tochter Fatima mit der Göttin Sarasvati gleich. Dhikr, im konkreten Fall samāʿ (arabisch, „hören“, der religiöse Gesangsvortrag) und Bhakti wurden zu geistesverwandten Formen von Gottesliebe, die sich bei Muslimen an den Propheten richtet. Die tanburo und die in Rajasthan für den Gesang von bhajans verwendete tandura gehören zu parallelen religiösen Traditionen.
Die bekanntesten Gesangsstile der religiösen Sufi-Musik in Pakistan und im indischen Punjab sind der qawwali, bei dem die Sänger von einer tabla und einem indischen Harmonium begleitet werden, und die sūfiāna kalām („Sufi-Poesie“), die in den verschiedenen regionalen Sprachen von einem Solosänger und einem Begleitinstrument vorgetragen werden. Die allgemeine Bezeichnung für religiöse Lieder der pakistanischen Sufis, die mit Melodien aus der Volksmusik gesungen werden, ist kāfī. Entsprechend der regionalen indischen Volksliedtradition handeln die Lieder von mythischen Heldenfiguren und deren schicksalhafter Liebe zueinander. Auf volksnahe Art umschreiben die Lieder die mystische Suche nach dem vergöttlichten Geliebten. Neben der inhaltlichen und formalen Beziehung zur indischen Volksdichtung ist die Gattung kāfī weniger von der persischen Form ghasal, sondern vom indischen Versmaß der qasīda beeinflusst. Musikalisch basiert kāfī auf dem indischen tonalen System des Raga; pakistanische Sänger missachten jedoch oftmals die Raga-Skalen. Mit kāfī ist kein bestimmter Musikstil verbunden. Typisch ist die Begleitung des Solo-Sängers mit Harmonium, sarangi und tabla. Weitere Trommeln aus der Volksmusik wie die dholak (auch dholki) oder die Bambusflöte bansuri können hinzukommen. Im Sindh begleitet ein Derwisch (hier faqīr) seinen kāfī-Gesang, während er dazu tanzt, mit der ein- bis zweisaitigen Langhalslaute yaktaro (entspricht der ektara) und mit Holzklappern.
Eine mit kāfī verwandte Form ist das wāy (wā’ī). So heißen die im Sindh mit der tanburo begleiteten Verse, die Shah Abdul Latif (1690–1751) komponierte. Latif gilt als der bedeutendste volkstümliche Sufi-Dichter des Landes. Zu seinen Versen legte er passende melodische Muster (sur) fest, die er von klassischen Ragas und Volksliedmelodien ableitete. Charakteristisch für das wāy ist der Wechsel zwischen den von einem Solosänger vorgetragenen Hauptversen und der inhaltlichen Zusammenfassung durch einen Chor. Die tanburo dient zur Begleitung des wāy, sowohl im freirhythmischen Stil (cherr), als auch in metrisch gebundenen Kompositionen, bei denen die harten Schläge auf der tanburo den Takt (tal) vorgeben. Die erstmals 1866 unter dem Titel Shah jo Risalo veröffentlichte Gedichtsammlung Latifs enthält 30 Kapitel (die ebenso sur genannt werden, wie deren melodische Umsetzung), die nach dem der jeweiligen Melodie zugrundeliegenden, klassisch-indischen Raga oder nach einer von ihm eigens eingeführten Tonskala benannt sind. Am Beginn jedes Kapitels spielt die tanburo eine Einleitung (tand wajāin), zwischendurch spielt sie instrumentale Einlagen (jharr), die an Yakub Shahid gerichtet sind. Der als Heiliger verehrte Yakub Shahid war nach den Volkslegenden ein muslimischer Märtyrer; historisch ist über ihn praktisch nichts bekannt. Pilger besuchen seine Grabstätte (Schrein, mazār) in Varanasi.
Nachdem die Musiker zunächst Borduntöne in der unteren und mittleren Lage geschlagen haben, folgen sie dem Vorsänger und singen mit Falsett-Stimmen. Die hohe – weibliche – Stimmlage, mit der Männer Sufi-Verse vortragen, ist auch bei Qawwali-Sängern üblich und stellt eine Form der religiösen Hingabe dar. Gott soll in den Liedern mit der hohen Stimme einer Frau gelobt werden.
Einige der sur basieren auf Volkslegenden, etwa Sassui Punhun. Die tragische Liebesgeschichte handelt von Sassui, der Tochter eines Raja, die als Kleinkind auf dem Indus ausgesetzt und von einem Wäscher aufgezogen wurde, sowie dem Königssohn Punhun, der in das schöne Mädchen verliebt war, aber die vermeintlich sozial niedrigstehende Tochter eines Wäschers nicht heiraten durfte. Abdul Latif brachte die Sassui-Punhun-Liebesgeschichte mit der im westlichen Sindh bekannten, traditionellen kāfī-Melodie kohiyārī zusammen. Sur kohiyārī ist durch abschnittsweise Wiederholungen und eine absteigende Melodielinie gekennzeichnet.
Sohni Mehanval ist eine Variante von Hero und Leander, bei der nicht der männliche Held, sondern das Mädchen über den Fluss schwimmt und ertrinkt, nachdem ihre Schwägerin den Krug, den sie bislang als Schwimmweste verwendet hat, mit einem ungebrannten Tonkrug vertauscht. In der Vorstellung der Sufis erhält der in der Mitte des Flusses aufweichende Krug, welcher den Tod des Mädchens und ihres zu Hilfe ins Wasser gesprungenen Geliebten verursacht, eine zentrale Symbolik: Wer auf dem (so verstandenen) göttlichen Strom unterwegs ist, bedarf nicht eines ungebrannten, also unfertigen, sondern eines gebrannten, fertigen Tongefäßes als Begleiter, das heißt eines erfahrenen Seelenführers. In der Sindhi-Erzählung Umar Marui widersteht ein Dorfmädchen dem Angebot des Königs, zu ihm in den Palast zu ziehen und bevorzugt ein bescheidenes Leben auf dem Land. In den Erzählungen wird das Ideal der gesellschaftliche Schranken überschreitenden Liebe beschworen. Andere Verse handeln von dem Kamel, das auf der langen Reise zum Geliebten zahm wird. Besonders diejenigen Gedichte Latifs sind beliebt, die sich auf die im Volk bekannten Legenden beziehen.
Das Mausoleum von Shah Abdul Latif steht in der Kleinstadt Bhit (Bhitshah, Matiari-Distrikt) in der Provinz Sindh. Hier befindet sich das Zentrum der wāy-Musik. Eine Gruppe von fünf bis sechs Sängern trägt die Verse mit einem sich reimenden Refrain unisono oder im Oktavabstand vor und jeder begleitet sich auf einer tanburo. Die Sänger treffen sich jeden Donnerstag Nacht, am Jahrestag Abdul Latifs oder an einem sonstigen Feiertag.
Die auf dem Makli-Hügel bei Thatta im Sindh erhaltenen Grabbauten gehörten zu einer im Mittelalter bedeutenden Stadt, die vor allem unter der von 1351 bis 1520 herrschenden Samma-Dynastie blühte. Zur Unterhaltung ihrer Herrscher und wohlhabenden Geschäftsleute spielten Musiker der Mahangar-Kaste, die bis heute die Tradition von Preisliedern aufrechterhalten. Drei Grabsteine von Musikern, die am Hof der Samma beschäftigt waren, sind mit Reliefdarstellungen einer tanburo dekoriert, um auf den Beruf der Verstorbenen hinzuweisen.